# Massamoord in Amman

De ligging van Jordanië in het Midden-Oosten.

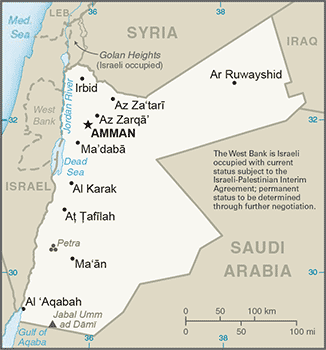
Een overzichtskaart van Jordanië.

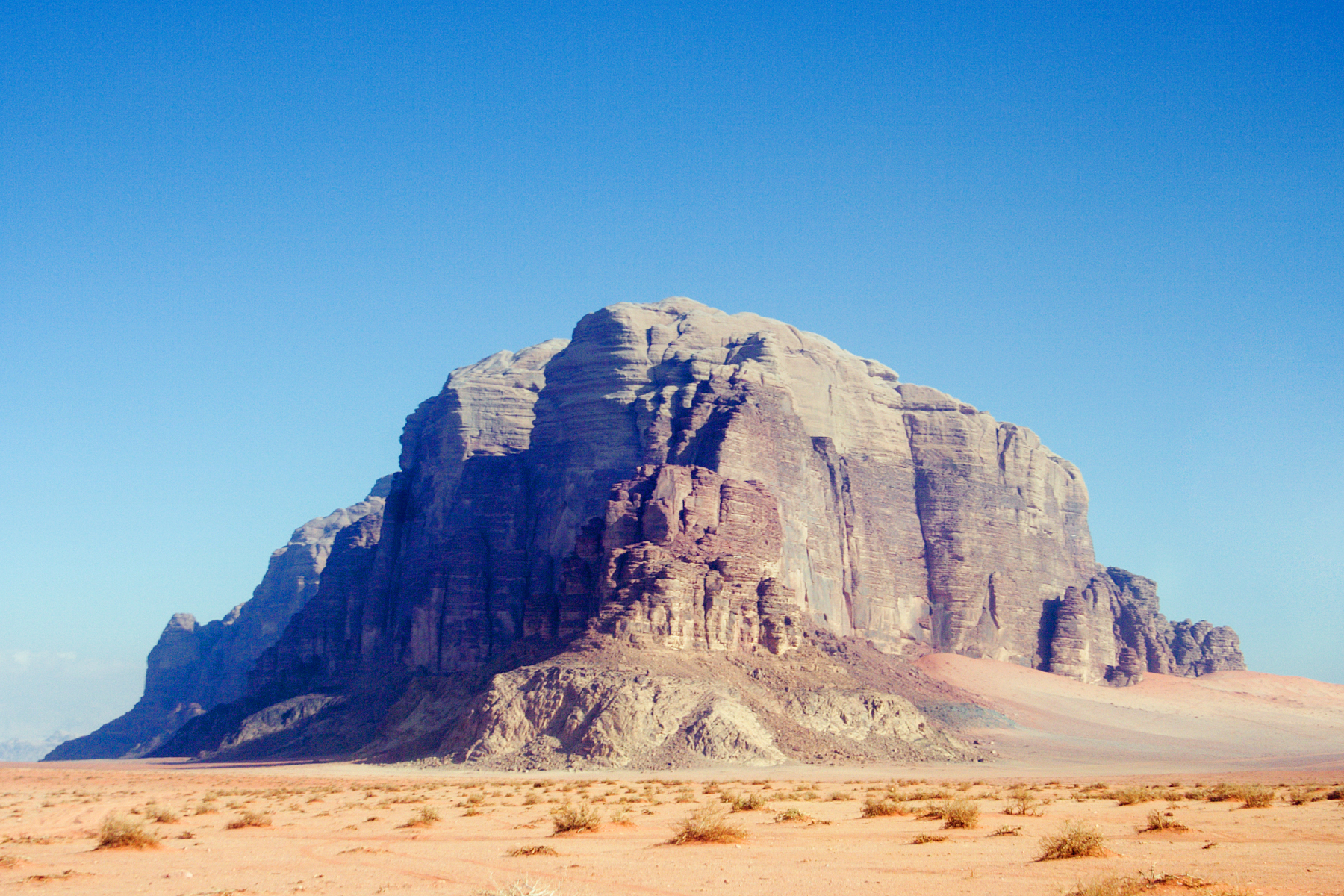
Wadi Rum

Massamoord in Amman is een spionageroman van auteur Gérard de Villiers en is het 23e deel uit de S.A.S.-reeks met als protagonist de Oostenrijkse prins en freelance CIA-agent Malko Linge.

## Het verhaal
Er wordt een moordaanslag op Koning Hoessein van Jordanië beraamd. De informant, die de CIA van alle details op de hoogte zou stellen, wordt dood aangetroffen op het toilet op de luchthaven van Athene.
Vast staat echter dat een zeer hooggeplaatst persoon hierbij betrokken is.
Vlak daarna wordt de maîtresse van Wadi Karak, de speciale bemiddelaar van de koning, vermoord door Kolonel Gorgour.
Malko vertrekt naar de hoofdstad Amman om te achterhalen wie er een aanslag op het leven van Koning Hoessein beraamt.

## Personages
- Malko Linge, een Oostenrijkse prins en CIA-agent;
- Kolonel Khamis Gorgour, een contra-spionagespecialist;
- Carole Nel, een Engelse hostess;
- Ratwa, een Jordaanse nymfomane met als bijnaam: “De Leeuwin”